# Uładzimir Szymau
Uładzimir Mikałajewicz Szymau (biał. Уладзімір Мікалаевіч Шымаў, ros. Владимир Николаевич Шимов, Władimir Nikołajewicz Szymow; ur. 29 listopada 1948 w obwodzie zaporoskim) – białoruski ekonomista i działacz państwowy, od 2002 rektor Białoruskiego Państwowego Uniwersytetu Ekonomicznego.
Urodził się na Zaporożu w rodzinie o korzeniach bułgarskich. W 1972 ukończył studia na Wydziale Gegografii Uniwersytetu im. Łomonosowa w Moskwie. Cztery lata później obronił dysertację kandydacką przy Radzie ds. Kształcenia Kadr Produkcyjnych Komisji Planowania Państwowego Białoruskiej SRR na temat spraw związanych z ekonomicznym wykorzystywaniem bogactw naturalnych. W tym samym roku podjął pracę w Instytucie Naukowo-Badawczym Gospodarki i Matematyczno Ekonomicznych Metod Planowania w Komisji Planowania Państwowego BSRR.
W 1977 skierowano go do pracy w oddziale Instytutu w Homlu, gdzie pozostawał w charakterze starszego współpracownika naukowego oraz dyrektora oddziału naukowego. Od 1982 do 1989 zatrudniony w Homelskim Instytucie Spółdzielczym Centrasajuzu w charakterze docenta, dyrektora Katedry i prorektora ds. naukowych.
W 1988 obronił pracę doktorską (habilitacyjną) w Uniwersytecie im. Łomonosowa na temat metodologii badania wymiernych i planowanych regionalnych i gospodarczych efektów wytwórczości społecznej. W 1989 objął posadę zastępcy dyrektora ds. naukowych Ekonomicznego Instytutu Naukowo-Badawczego Komisji Planowania Państwowego Białoruskiej SRR.
Po dojściu do władzy prezydenta Łukaszenki został w 1995 mianowany pierwszym wiceministrem gospodarki, a od 1996 do 2002 pełnił funkcję ministra tego resortu. W latach 2001–2002 zasiadał w Prezydium Rady Ministrów Republiki Białorusi, a od 1999 do 2002 był członkiem "rządu" Związku Rosji i Białorusi.
Miał swój udział w opracowaniu państwowych programów gospodarczych o charakterze strategocznym, m.in. przejścia Republiki na warunki gospodarki wolnorynkowej, program strukturalnej przebudowy gospodarki Białorusi, główne kierunki rozwoju społeczno-gospodarczego Białorusi na lata 1996–2000 i okres 2001–2005.
W czerwcu 2002 prezydent Łukaszenka mianował go rektorem Białoruskiego Państwowego Uniwersytetu Ekonomicznego.
Jest członkiem kolegium redakcyjnego czasopisma naukowego Беларуская думка. Założył, a obecnie stoi na czele pisma Белорусский экономический журнал.

## Wybrane publikacje
- Региональная эффективность общественного производства: проблемы, методы измерения, пути повышения, Mińsk 1986
- Теоретические и методологические основы структурной перестройки экономики Беларуси, Mińsk 1996,
- Прогнозирование социально-экономического развития Республики Беларусь: вопросы теории и методики, Mińsk 1996
- Словарь современных экономических и правовых терминов, Mińsk 1992, 2002 (red. odpowiedzialny)
- Экономическое развитие Беларуси на рубеже веков: проблемы, итоги, перспективы, Mińsk 2003
- Национального атласа Республики Беларусь, Mińsk 2003 (główny redaktor)
- Национальная экономика Беларуси: Потенциалы. Хозяйственные комплексы. Направления развития. Механизмы управления, Mińsk 2005